# Roeland Schaftenaar
Roeland Pieter Schaftenaar (nacido el 29 de julio de 1988 en Utrecht, Países Bajos) es un jugador de baloncesto profesional de nacionalidad neerlandesa que actualmente pertenece a la plantilla del ZZ Leiden de la BNXT League. Mide 2,10 y puede ocupar cualquiera de las posiciones interiores: ala-pívot y pívot. Su hermano menor, Olaf Schaftenaar, es también jugador profesional de baloncesto.

## Biografía
Formado en la Universidad de Oregon State (Estados Unidos), donde firmó una media de 9,2 puntos y 4,1 rebotes en la temporada 2009-10, siendo elegido en el primer equipo 'All-Academic' de la Conferencia Pac-10 de la División I de la NCAA.
En verano de 2010 el Gran Canaria 2014 lo incorporó a su plantilla, siendo cedido al UB La Palma para disputar la LEB Oro. En esta temporada 2010/11 promedió 11.5 puntos y 5.7 rebotes.
Una vez desvinculado del equipo palmero, firma en 2011/12 con el Breogán Lugo, también en LEB Oro, acreditando 8.8 puntos y 6 rebotes. Renueva con el equipo gallego en 2012/13 donde mejora su rendimiento hasta los 10.3 puntos y 5.8 rebotes. 
En 2013/14 firma con el Rethymno BC, club de la HEBA A1 (primera división griega), donde permanece tres temporadas destacando en la primera de ellas, cuando registra medias de 12.3 puntos y 6.6 rebotes. En 2017/18 se incorporó al Baskonia para reforzar la plantilla durante la pretemporada, aunque finalmente ficha con el Ifaistos Limnou de la liga griega, donde promedia 11.3 puntos y 5.3 rebotes. En 2018/19 firma con el Ionikos Nikaias de la segunda división griega, contribuyendo al ascenso a primera división con medias de 8.5 puntos y 4.6 rebotes. Renueva con dicho club en 2019/20 regresando así a la A1 y disputa 19 partidos hasta la conclusión prematura de la competición por la pandemia de coronavirus, en los que acreditó 4.1 puntos y 4.6 rebotes.
A finales de agosto de 2020 se anunció su fichaje por el Cáceres Patrimonio de la Humanidad, regresando así a la LEB Oro española para disputar la temporada 2020/21. Completó la temporada siendo uno de los jugadores más destacados de la competición, con promedios de 10.8 puntos, 5.4 rebotes y 14.9 créditos de valoración.
El 14 de septiembre de 2021 firma por el Club Basquet Coruña de la Liga LEB Oro, club en el que registra medias de 3 puntos y 2.9 rebotes en la temporada 2021/22.
El 12 de septiembre de 2022, firma por el ZZ Leiden de la BNXT League, club con el que logra unos promedios de 6.2 puntos y 4.8 rebotes en la temporada 2022/23.

### Selección nacional
[actualizar]
En septiembre de 2022 disputó con el combinado absoluto neerlandés el EuroBasket 2022, finalizando en vigesimosegunda posición.